# 黄斑豆娘鱼
黄斑豆娘鱼（学名：Abudefduf zonatus）为雀鲷科豆娘鱼属的鱼类。分布于印度尼西亚至太平洋中部、北至日本以及南海诸岛等。